# Jorge Perdomo Polanía
Jorge Fernando Perdomo Polanía (Pitalito, 28 de marzo de 1957) es un abogado y dirigente de fútbol colombiano que se desempeñó como presidente de la División Mayor del Fútbol Colombiano, rama del fútbol profesional de la Federación Colombiana de Fútbol, desde 2015 hasta 2018.

## Biografía
Nació en Pitalito en marzo de 1957, hijo de Irma Polanía y Jorge Tulio Perdomo Farfán, que llegó a ser Concejal de Palermo y Presidente del Directorio Departamental del Partido Conservador. Desde joven se trasladó con su familia a Palermo, donde se dedicaron a los negocios y la política. Estudió Derecho en la Universidad Externado de Colombia.
Por influencia de su primo, el Gobernador Jaime Lozada, entró a la política como Concejal y diputado a la Asamblea Departamental de Huila por el Partido Conservador, ocupando ambos puestos por dos períodos. Fue candidato a la gobernación del departamento del Huila en las elecciones regionales de 2011, quedando tercero con 114.846 votos, equivalentes al 27,25% del total.
Desde el año 2005 se vinculó al fútbol como presidente del Atlético Huila, club de la Categoría Primera A del que fue presidente hasta el 2010.
Vinculado al Comité Ejecutivo de la Federación Colombiana de Fútbol, fue elegido por unanimidad en la asamblea de clubes de noviembre de 2015 para ser el nuevo presidente de la Dimayor en reemplazo de Ramón Jesurún.
Había propuesto hacer una Primera C para 2020, aunque cuando fue dimitido del cargo de Presidente de la Dimayor, se descartó esta idea por el grande presupuesto que se necesitaría para realizarse. 
El 8 de junio de 2018 abandonó la dirección de la Dimayor por votación de la mayoría de los representantes principales de los clubes del fútbol colombiano.
Volvió ser presidente del Atlético Huila el 18 de diciembre del 2019, cargo al que dimitió en febrero de 2021.  